# Ciamannacce
Ciamannacce (korsisch Ciamannaccia) ist eine Gemeinde mit 130 Einwohnern (Stand: 1. Januar 2022) im französischen Département Corse-du-Sud auf der Mittelmeerinsel Korsika. Sie gehört zum Arrondissement Ajaccio und zum Kanton Taravo-Ornano. Sie grenzt im Nordwesten an Bastelica, im Nordosten an Palneca, im Südosten an Cozzano, im Süden an Zicavo sowie im Südwesten an Sampolo und Tasso.
Der Statuenmenhir Castaldu 1 ist ein etwa einen Meter großer Torso eines einst überlebensgroßen Statuenmenhirs aus grobkörnigem Granit. Er wurde in Ciamannacce am Ufer des Flusses Taravo gefunden. 
Das Siedlungsgebiet liegt durchschnittlich auf 780 Metern über dem Meeresspiegel. Die Bewohner nennen sich Ciamannaciais.

## Bevölkerungsentwicklung
| Jahr      | 1962 | 1968 | 1975 | 1982 | 1990 | 1999 | 2008 | 2012 | 2020 |
| --------- | ---- | ---- | ---- | ---- | ---- | ---- | ---- | ---- | ---- |
| Einwohner | 144  | 160  | 132  | 115  | 93   | 134  | 132  | 137  | 133  |